# (4574) Yoshinaka
(4574) Yoshinaka est un astéroïde de la ceinture principale.

## Description
(4574) Yoshinaka est un astéroïde de la ceinture principale. Il fut découvert le 20 décembre 1986 à Ojima par Tsuneo Niijima et Takeshi Urata. Il présente une orbite caractérisée par un demi-grand axe de 3,00 UA, une excentricité de 0,10 et une inclinaison de 8,7° par rapport à l'écliptique.

## Compléments